# Pont Gramme

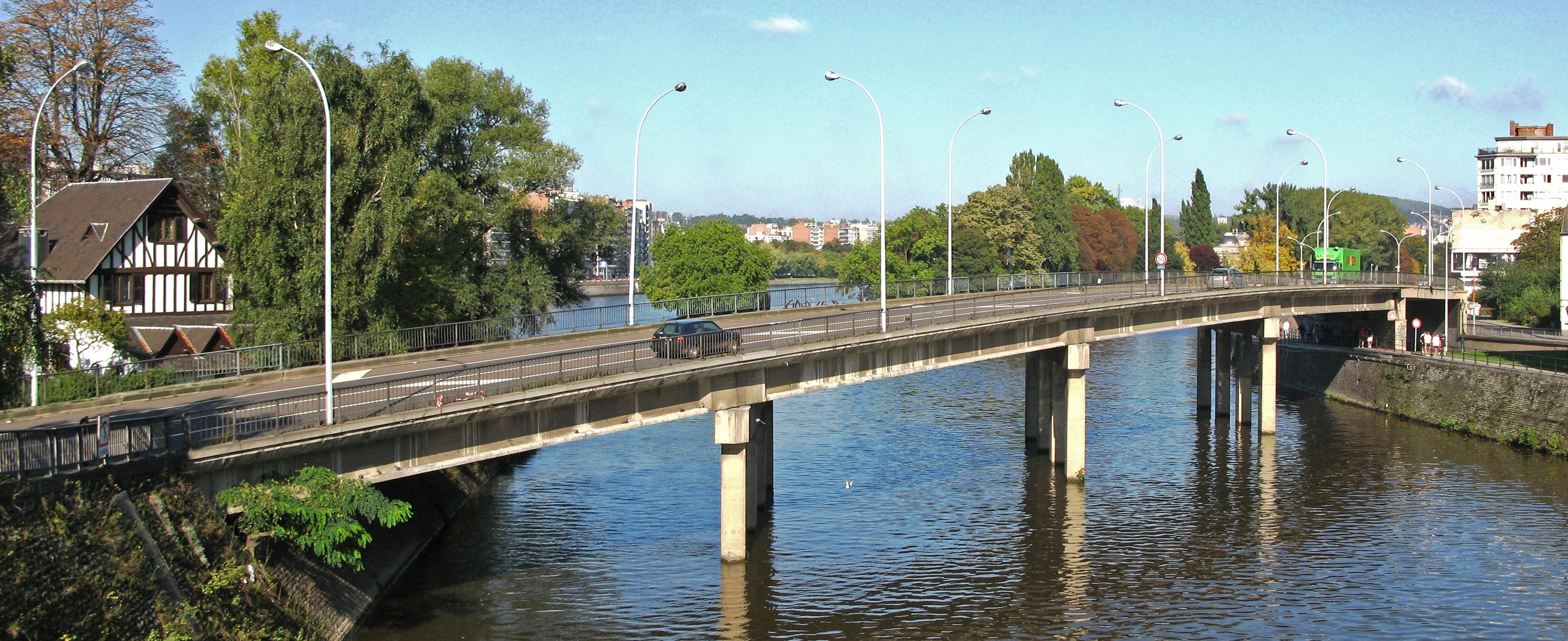
Pont Gramme

De Pont Gramme is een verkeersbrug over de Ourthe in de Belgische stad Luik. Het is de eerste brug stroomopwaarts.
De brug is genoemd naar de Belgische uitvinder Zénobe Gramme. Reden daartoe is dat zich hier tevens een monument voor deze uitvinder bevindt.
De brug maakt het mogelijk dat de N90, die de rechteroever van de Maas volgt, de monding van de Ourthe kan overbruggen om vervolgens langs het Afwateringskanaal Luik verder in noordelijke richting te lopen. De weg wordt daartoe tevens onder de oprit van de Pont de Fragnée doorgeleid.
De brug is uitgevoerd in gewapend beton.